# 48794 Stolzová
48794 Stolzová è un asteroide della fascia principale. Scoperto nel 1997, presenta un'orbita caratterizzata da un semiasse maggiore pari a 2,8605246 UA e da un'eccentricità di 0,0261320, inclinata di 7,03773° rispetto all'eclittica.